# القرطبي
محمد بن أحمد بن أبي بكر بن فَرْح (بالإسبانية: Al-Qurtubi) المعروف بالقرطبي، كنيته أبو عبد الله، ولد في قرطبة في الأندلس حيث تعلم القرآن الكريم وقواعد اللغة وتوسع في دراسة الفقه والقراءات والبلاغة وعلوم القرآن. انتقل إلى مصر واستقر في منية بني خصيب (في المنيا الآن) حتى وافته المنية في 9 شوال 671 هـ. يعتبر من كبار المفسرين وكان فقيهًا ومحدثًا ورعًا وزاهدًا متعبدًا، كما نظم الشعر أيضًا.

## دراسته
تأثر القرطبي كثيرًا بالغنى الثقافي والمعرفي الذي كانت تعرفه الأندلس عامة وقرطبة خاصة. فنشطت الحركة العلمية في شتى الميادين اللغوية والعلمية والشرعية، نال منها الإمام الشيء الكثير. وكان من شيوخ القرطبي:
1. ابن رواج وهو الإمام المحدث أبو محمد عبد الوهّاب بن رواج واسمه ظافر بن على بن فتوح الأزدي الإسكندراني المالكي.
2. ابن الجميزي: وهو العلامة بهاء الدين أبو الحسن على بن هبة الله بن سلامة المصري الشافعي وكان من أعلام الحديث والفقه والقراءات.
3. أبو العباس أحمد بن عمر بن إبراهيم المالكي القرطبي (صاحب المفهم في شرح صحيح مسلم).
4. الحسن البكري: هو الحسن بن محمد بن عمرو التيمي النيسابوري ثم الدمشقي أبو علي صدر الدين البكري.

نشطت الحياة العلمية بالمغرب والأندلس في عصر الموحدين (514 - 668 هـ) وهو العصر الذي عاش فيه القرطبي فترة من حياته أيام إن كان بالأندلس وقبل أن ينتقل إلى مصر ومما زاد الحركة العلمية ازدهارًا في هذا العصر: أن محمد بن تومرت مؤسس الدولة الموحدية كان من أقطاب علماء عصره وقد أفسح في دعوته للعلم وحض على تحصيله".

## مؤلفاته
ذكر المؤرخون للقرطبي عدة مؤلفات:
- «الجامع لأحكام القرآن» هو كتاب جمع تفسير القرآن كاملًا.
- التذكرة بأحوال الموتى وأمور الآخرة.
- التذكار في أفضل الأذكار.
- الأسنى في شرح أسماء الله الحسنى.
- الإعلام بما في دين النصارى من المفاسد والأوهام واجتهار محاسن دين الإسلام.
- قمع الحرص بالزهد والقناعة.
- المقتبس في شرح موطأ مالك بن أنس.
- اللمع اللؤلؤية في شرح العشرينات النبوية.

## تأثره وتأثيره

### تأثـره
المطالع لتفسير الإمام القرطبي يلاحظ تأثرا كبيراً بعلماء سبقوه منهم:
- الطبري: صاحب «جامع البيان في تفسير القرآن»، أفاد منه القرطبي وتأثر به خاصة في التفسير بالمأثور.
- الماوردي: وقد نقل عنه القرطبي وتأثر به.
- أبو جعفر النحاس: صاحب كتابي:«إعراب القرآن، ومعاني القرآن» وقد نقل عنه القرطبي كثيرًا.
- ابن عطية: وهو القاضي أبو محمد عبد الحق بن عطية صاحب «المحرر الوجيز في التفسير»، وقد أفاد القرطبي منه كثيرًا في التفسير بالمأثور وفي القراءات واللغة والنحو والبلاغة والفقه والأحكام.
- أبو بكر ابن العربي صاحب كتاب «أحكام القرآن»، أفاد منه القرطبي وناقشه ورد هجومه على الفقهاء والعلماء.

### تأثيره
تأثر به كثير من المفسرين جاءوا بعده، وانتفعوا بتفسيره، ونقلوا منه كثيرًا، ومن هؤلاء:
- الحافظ ابن كثير.
- أبو حيان الأندلسي الغرناطي وذلك في تفسيره البحر المحيط.
- الشوكاني: القاضي العلامة محمد بن علي الشوكاني، وقد أفاد من القرطبي كثيرًا في تفسيره فتح القدير.

## قيل عنه
- قال عنه الذهبي: «إمام متفنن متبحر في العلم، له تصانيف مفيدة تدل على كثرة إطلاعه ووفود عقله وفضله».
- قال عنه ابن فرحون: «كان من عباد الله الصالحين، والعلماء العارفين الورعين الزاهدين في الدنيا، المشغولين بما يعنيهم من أمور الآخرة، أوقاته معمورة ما بين توجه وعبادة وتصنيف».
- قال عنه ابن العماد: «وكان إمامًا عالمًا غوَّاصًا من الغوَّاصين على معاني الحديث، حسن التصنيف، جيِّد النقل».
- قال عنه محمد مخلوف: «العالم الإمام، الجليل، الفاضل، الفقيه، المفسِّر، المحصِّل، المتقن، الكامل، كان من عباد الله الصالحين، والعلماء العاملين».[3]